# Дени Ла Ру
Дени Ла Ру (Данијел Патрик Керол; 26. јул 1927 — 31. мај 2009) био је енглески музичар, певач и забављач, а на сцени позоришта је био познат под именом своје дрег персоне. 

## Младост
Данијел Патрик Керол је рођен у Корку, Ирска, 1927. године. Ла Ру је био најмлађи од четири или пет браће и сестара. Породица се преселила у Енглеску када му је било шест година, и он је одрастао у области Сохо, централни Лондон. Када им је породична кућа уништена током Блица млади Данијел је показао интересовање за глуму, a његова мајка, кројачица, преселила се са децом у Девон.
Као млад човек служио је у Краљевској морнарици по узору на свог оца, а чак је имао и кратку каријеру достављача намирница, али је ипак постао познат захваљујући својој вештини женског имперсонатора(или "кловн у сукњи", како је више волео да га зову) у Великој Британији. Био је изабран за учесника у позоришним представама, на филму, телевизији.

## Каријера
Имитирао је између осталог и познате личности попут: Елизабет Тејлор, Џуди Гарланд, Марго Фонтејн и Маргарет Тачер. У једном тренутку је имао и свој ноћни клуб у Хановер скверу. Током 1960. године је био међу најплаћенијим уметницима у Британији. 
Године 1982. играо је улогу Доли Леви у мјузиклу Здраво, Доли!. Такође је био једини мушкарац који је имао женску улогу у Вест Енд позоришту када је заменио Авиз Банаг у мјузиклу Ох, какав диван рат!. До своје смрти је био редован извођач у традиционалним Божићним представама пантомиме у Британији.
Године 1968. је његова верзија  На прагу мајке Кели достигла 33 место на Британској листи синглова. Ла Ру је касније прихватио ову песму као своју тематску мелодију.

## Приватни живот
Ла Ру је делове емисија често изводио у мушкој одећи и виђан је без костима на телевизији. Касније је био више отворен о свом приватном животу, између осталог и о својој хомосексуалности. Ла Ру је много година живео са својим менаџером и животним партнером Џеком Хансоном, све до  Хансонове смрти 1984. године.
Такође је био описан и као „велика драг квин дама”.
Године 1970. Ла Ру је потрошио више од 1 милиона фунти на куповину и обнову сеоског хотела Валтон Хол у Ворикширу који је продао 1983. године пару канадских превараната. Хотел је доделио Канађанима уз обећање даљег инвестирања ради очувања имена хотела- Ла Ру. Ово је довело до полицијске истраге у којој је Ла Руе ослобођен било какве сумње, али је открио и да је изгубио више од милион фунти.

## Болест и смрт
Ла Ру је имао мали мождани удар у јануару 2006. године док је боравио у Шпанији на одмору. Због тога су све његове представе пантомиме, а и сви каснији наступи били отказани. Боловао је од карцинома простате много година, али та чињеница није била позната јавности и обожаватељима. Имао је неколико можданих удара, као и карцином грла.
Умро у свом дому непосредно пре поноћи 31. маја 2009. године, у 81. години живота. Ла Ру је сахрањен заједно са својим партнером, Џеком Хансоном на гробљу у западном Лондону.

## Награде
Био је именован за члана реда Британског царства на рођендан краљице 2002. године. Ла Ру је касније изјавио у интервјуу да је то био „најпоноснији дан у његовом животу". 